# Colura tenuicornis
Colura tenuicornis là một loài Rêu trong họ Lejeuneaceae. Loài này được (A. Evans) Stephani mô tả khoa học đầu tiên năm 1916.